# Rija Rabeniala
Rija Fenosoa Rabeniala (6 de abril de 1993) es un deportista malgache que compitió en taekwondo. Ganó una medalla de plata en el Campeonato Africano de Taekwondo de 2012, en la categoría de –58 kg.

## Palmarés internacional
| Campeonato Africano | Campeonato Africano       | Campeonato Africano | Campeonato Africano |
| Año                 | Lugar                     | Medalla             | Categoría           |
| ------------------- | ------------------------- | ------------------- | ------------------- |
| 2012                | Antananarivo (Madagascar) | Medalla de plata    | –58 kg              |